# ليسوم مكسيكي
ليسوم مكسيكي (الاسم العلمي:Illicium mexicanum) هو نوع من النباتات يتبع جنس الليسوم من الفصيلة الشزندرية.